# Regiões da Somália

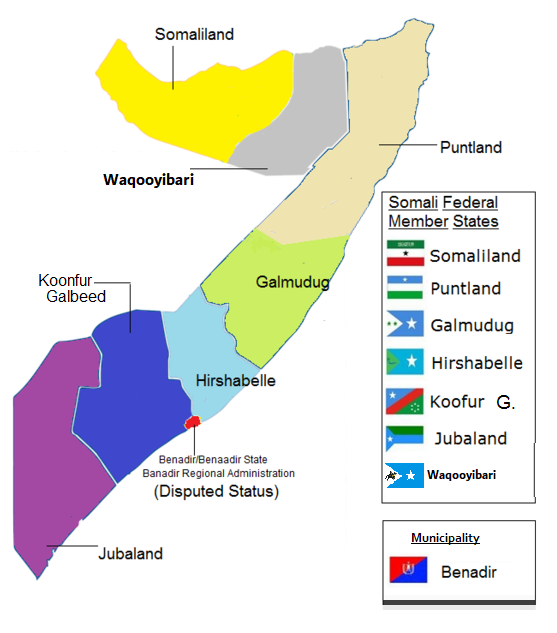
Regiões da Somália

A Somália, até 1990, estava dividida para fins administrativos em 18 regiões (plural - gobollada, singular - gobolka), com o transcorrer da Guerra Civil Somali, iniciada em 1986, vários estados autônomos, não reconhecidos internacionalmente, surgiram.

## Divisão administrativa até 1990

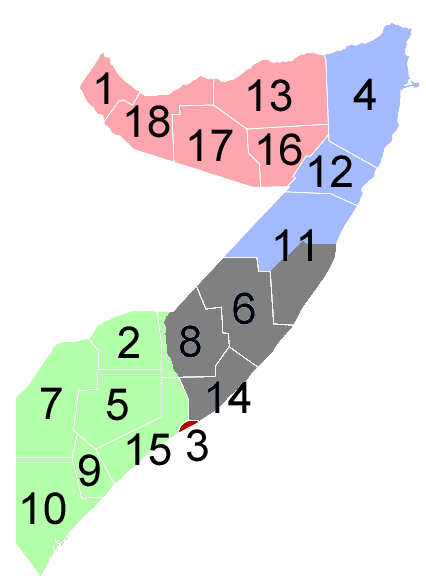
Regiões da Somália até 1990

| Nº                                          | região            | capital     | área (km²) | população (1) (projeção 2007) | densidade (hab./km²) |
| ------------------------------------------- | ----------------- | ----------- | ---------- | ----------------------------- | -------------------- |
| 1                                           | Awdal             | Borama      | 21.374     | 417.000                       | 19,51                |
| 2                                           | Bakool            | Xuddur      | 26.962     | 365.000                       | 13,54                |
| 3                                           | Banaadir          | Mogadíscio  | 370        | 1.276.000                     | 3.448,65             |
| 4                                           | Bari              | Boosaaso    | 70.088     | 545.000                       | 7,78                 |
| 5                                           | Bay               | Baidoa      | 35.156     | 1.106.000                     | 31,46                |
| 6                                           | Galguduud         | Dusa Mareb  | 46.126     | 628.000                       | 13,61                |
| 7                                           | Gedo              | Garbahaarey | 60.389     | 577.000                       | 9,55                 |
| 8                                           | Hiiraan           | Beledweyne  | 31.510     | 538.000                       | 17,07                |
| 9                                           | Jubbada Dhexe     | Bu'aale     | 9.836      | 363.000                       | 36,91                |
| 10                                          | Jubbada Hoose     | Kismaayo    | 42.876     | 668.000                       | 15,58                |
| 11                                          | Mudug             | Gaalkacyo   | 72.933     | 763.000                       | 10,46                |
| 12                                          | Nugaal            | Garoowe     | 26.180     | 160.000                       | 6,11                 |
| 13                                          | Sanaag            | Ceerigaabo  | 53.374     | 531.000                       | 9,95                 |
| 14                                          | Shabeellaha Dhexe | Jowhar      | 22.663     | 864.000                       | 38,12                |
| 15                                          | Shabeellaha Hoose | Marka       | 25.285     | 1.400.000                     | 55,37                |
| 16                                          | Sool              | Laascaanood | 25.036     | 115.000                       | 4,59                 |
| 17                                          | Togdheer          | Burco       | 38.663     | 942.000                       | 24,36                |
| 18                                          | Woqooyi Galbeed   | Hargeysa    | 28.836     | 1.190.000                     | 41,27                |
|                                             | totais            |             | 637.657    | 12.448.000                    | 19,52                |
| (1) Fonte da população projetada para 2007. |                   |             |            |                               |                      |

## Estados autônomos que surgiram após 1990
Com o transcorrer da guerra civil, estes foram os estados autônomos que surgiram na Somália após 1990, apenas a Somalilândia se auto-proclamou independente, os outros três reivindicam autonomia dentro de uma Somália unificada:
| Bandeira                 | Estados      | Capital          | Independência/Autonomia |
| ------------------------ | ------------ | ---------------- | ----------------------- |
| Bandeira de Galmudug     | Galmudug     | Gaalkacyo do sul | 14 de agosto de 2006    |
| Bandeira de Puntlândia   | Puntlândia   | Garoowe          | 5 de maio de 1998       |
| Bandeira da Somalilândia | Somalilândia | Hargeisa         | 18 de maio de 1991      |
| Bandeira de Maakhir      | Maakhir      | Badhan           | 1 de julho de 2007      |

As regiões da Somália sofreram várias alterações com o surgimento destes estados:

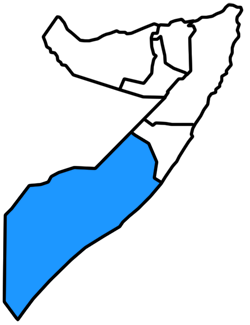
Somália sob controle do Governo de Transição Federal

- Somália (sob controle do Governo de Transição Federal):
  - Bakool (Xuddur) nota: controle limitado
  - Banaadir (Mogadíscio)
  - Galguduud (Dhuusamarreeb) nota: controle limitado, Galmudug controla pequena área ao norte da região, próxima a cidade de Galinsoor.
  - Bay (Baidoa)
  - Gedo (Garbahaarreey) nota: controle limitado
  - Hiiraan (Beledweyne)
  - Shabeellaha Dhexe (Jowhar)
  - Shabeellaha Hoose (Merca)
  - Jubbada Dhexe (Bu'aale) nota: controle limitado
  - Jubbada Hoose (Kismayo) nota: controle limitado

- Somalilândia:
  - Awdal (Baki)

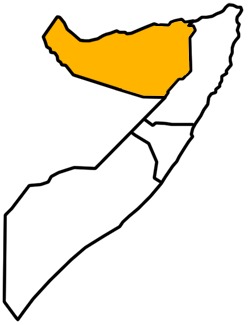
Somalilândia

  - Maroodi Jeex (Hargeysa) nota: corresponde a parte sul da antiga região de Woqooyi Galbeed
  - Togdheer (Burco) nota: a Puntlândia controla o sudeste de Togdheer, denominado Cayn
  - Saaxil (Berbera) nota: corresponde a parte norte da antiga região de Woqooyi Galbeed
  - Sanaag (Ceerigaabo) nota: Maakhir controla a metade leste de Sanaag e de Ceerigaabo
  - Sol (Laascaanood)
- Puntlândia:
  - Bari (Bosaso) nota: Maakhir controla o noroeste de Bari, denominado por Maakhir de Bari Ocidental
  - Karkaar (Qardho) nota: fazia parte da região de Bari

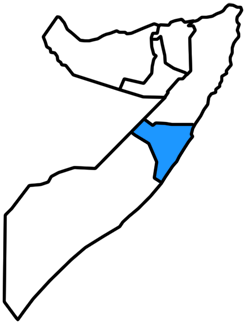
Galmudug

  - Mudug (Gaalkacyo) nota: a parte sul de Gaalkacyo e de Mudug é controlado por Galmudug
  - Nugaal (Garoowe)

- Maakhir:

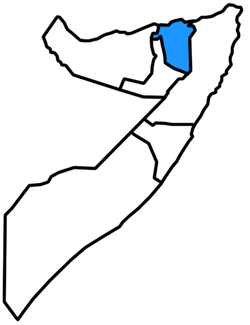
Maakhir

  - Madar (Badhan) nota: fazia parte da região de Sanaag
  - Boharo (Dhahar) nota: fazia parte da região de Sanaag
  - Sanaag (Ceerigaabo Oriental) nota: A Somalilândia controla a parte ocidental de Sanaag e de Ceerigaabo
  - Bari Ocidental (Qaw) nota: fazia parte da região de Bari

- Galmudug:
  - Mudug (Gaalkacyo) nota: a parte norte de Gaalkacyo e de Mudug é controlado pela Puntlândia
  - Hobyo (Hobyo) nota: fazia parte da região de Mudug
  - Harardhere (Harardhere) nota: fazia parte da região de Mudug

## Antigos estados autônomos
Três estados autônomos surgiram e desapareceram com o transcorrer da guerra civil, são eles (capitais entre parênteses):
| bandeira                        | estados                    | capital    | autonomia                                    |
| ------------------------------- | -------------------------- | ---------- | -------------------------------------------- |
| Bandeira de Jubalândia          | Jubalândia                 | Kismayo    | 3 de setembro de 1998 a 11 de junho de 1999  |
| Bandeira da Somália do Sudoeste | Somália do Sudoeste        | Baidoa     | 1 de abril de 2002 a 10 de fevereiro de 2006 |

Localização e avanço da UCI na Somália

| Bandeira da UCI                 | União das Cortes Islâmicas | Mogadíscio | 6 de junho de 2006 a 27 de dezembro de 2006  |

Regiões da Somália ocupadas por este estados:
- Jubalândia
  - Gedo (Garbahaarey)
  - Jubbada Dhexe (Bu'aale)
  - Jubbada Hoose (Kismaayo)

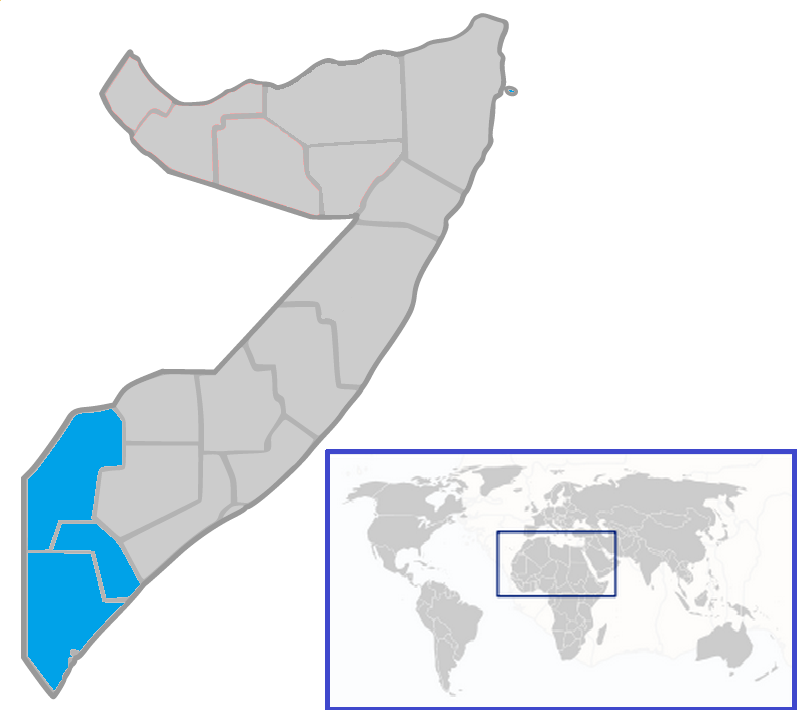
Localização do antigo estado de Jubalândia.

Nota: o estado compreendia toda a área localizada entre a margem oeste do rio Juba e a fronteira com o Quênia
- Somália do Sudoeste
  - Bakool (Xuddur)
  - Bay (Baidoa)

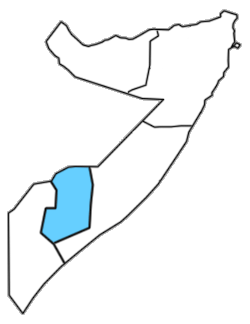
Localização do antigo estado da Somália do Sudoeste

Nota: a intenção era ampliar o estado também para as regiões da Somália de Shabeellaha Hoose, Gedo, Jubbada Dhexe e Jubbada Hoose, desta forma, a Somália do Sudoeste representaria as 6 regiões do sudoeste da Somália.
- União das Cortes Islâmicas, no seu auge, em 25 de dezembro de 2006, chegou a dominar as seguintes regiões da somália:
  - sul de Mudug
  - Galguduud
  - Hiiraan
  - Shabeellaha Dhexe
  - Banaadir
  - Shabeellaha Hoose
  - Jubbada Dhexe
  - Jubbada Hoose
  - Bakool
  - norte de Bay
  - norte e centro de Gedo